# 초광대역
초광대역 (Ultra-wideband, UWB)는 기존의 스펙트럼에 비해 매우 넓은 대역에 걸쳐 낮은 전력으로 대용량의 정보를 전송하는 무선통신 기술이다.
PC의 대용량 데이터를 프린터에 고속전송 및 인쇄, HDTV 동영상을 PC에 전송 및 저장할 수 있다. 또한 디지털 카메라로 찍은 정지화상을 프린터로 전송할 수 있다. 3.1∼10.6GHz대의 주파수 대역을 사용하면서 10m∼1km의 전송거리를 보장한다. UWB는 지난 40여년간 미국 국방부에서 군사용 무선통신기술로 사용되다가, 미국 통신 주파수 관할 기관인 연방 통신 위원회(FCC)가 최근 민간에 개방하면서 관심을 모으게 되었다. UWB는 1990년대까지 미국 국방부의 '블랙프로젝트' 레이다 기술에 적용돼 왔다. GHz폭의 주파수 대역을 사용, 초당 100~500M의 속도로 전송이 가능한 무선통신기술로 커다란 용량의 동영상을 떨림이나 손실없이 완벽하게 전송할 수 있고 전송거리도 블루투스의 100m에 비해 10배나 긴 1km에 달해 완벽한 홈 네트워킹 시스템을 구현할 수 있게 되며 모든 디지털 가전의 선을 없앨 수 있게 됐다.
아메리카에선 특별한 면허가 없어도 사용이 가능하다.

## 정보
- 주파수 : 3.1~10.6GHz
- 전송속도 : 480Mbps

## 정의

### 넓은 의미의 초광대역무선
- 500MHz이상의 대역폭을 사용한 무선통신
- 비대역폭(중심 주파수에 대응하는 대역폭)이 20% 이상(25%이상일 경우도 있다.）

반송파・변조의 유무와 상관없이 근거리고속통신이 가능한 무선기술을 뜻한다.

### 좁은 의미의 초광대역무선
임펄스 라디오(Impulse Radio, 임펄스 무선)방식으로, 변조를 하지 않고 1나노초(ns)이하의 수백피코초(ps) 정도의 굉장히 짧은 임펄스형 단순 펄스(pulse) 신호를 무선으로 송수신하는 통신방식을 말한다.

## 일반적인 초광대역무선
반송파・광대역변조를 이용한 근거리고속통신이 가능한 무선기술을 말한다. 위치측정이나 레이다 기능도 가지고있다. IEEE 802.15.3a를 일컫는 경우가 많다. 무선 USB의 기본 기술이다.
단지, IEEE 802.15.3a 워킹그룹은 후술할 MB-OFDM를 지지하는 진영과 DS-UWB를 지지하는 진영간의 합의가 형성되지 않은 채로 2006년 1월의 회의에서 규격 책정을 포기했기 때문에 현재는 각 방식의 진영에 의해 사실상 표준의 획득 경쟁이 벌어지고 있다.

### 특징
- 소비전력이 적다.
- 방해전파에 강하다.
- 고속통신이 가능하다. 단지, 거리가 길어지면 극단적으로 속도가 저하된다.
- 위치검출의 정밀도가 높으며 오차도 몇cm이내이다,
- 이전보다 넓은 주파수대에 확산되어 통신이 이루어진다.
- 반경10m정도의 근거리에서의 사용이 목적이다.

### 사용하는 대역・대역폭(기본)
마이크로파 대
미국에서는 3.1GHz～10.6GHz가 이용가능하다.
일본에서는3.4～4.8GHz、7.25～10.25GHz가 이용 가능하다.
또한 3.4～4.8GHz의 이용에 관해서는 제 4세대 휴대전화나 WiMAX 등과의 대역 경쟁이 예상되기 때문에, 다른 통신방식과의 간섭회피기술(DAA)의 탑재가 의무시되고 있다. (2008년말에는, 4.2～4.8GHz의 대역에 한해서DAA없이도 이용 가능하다)
단위주파수 당 출력 Level(방사전자잡음규제치) - -41.3 dBm/MHz
준 미리파 대
22GHz～29GHz
단, 23.6～24GHz은 전파천문・지구탐사위성 등에 사용되는 대역이기에 이 대역을 방해하지 않는 것을 조건으로 한다..

### 통신 속도
- 실제(실험단계・2004년) - 320Mbps
- 목표 - 480Mbps이상(USB 2.0의 통신 속도와 동일)

### 변조 방식
- MB-OFDM (MultiBand Orthogonal Frequency Division Multiplexing) - Multiband-OFDM Alliance (MBOA) 가 추진
OFDM을 응용. 3.1GHz～10.6GHz의 대역을 14밴드에 분할 할당해, 그것을5개의 논리 채널로 그룹화.
- DS-UWB (Direct Sequence UWB) - 모토로라 진영이 추진.
Impulse Radio방식과 DS스펙트럼 확산방식의 하이브리드.

이하의 방식은 위에 기술한 방식의 절충 방식이다.
- CSM(Common Signaling Mode) 방식
MB-OFDM방식과 DS-UWB방식의 절충 방식. 쌍방의 물리층을 인정하고 공존에 필요한 작업을 MAC의 프로토콜에서 실행한다. 3960MHz를 중심주파수로 하는 500MHz폭의 공통 밴드(Common Signaling Mode Band)를 정해 최대 10Mbps정도의 통신을 실현한다.

### 문제점
- 위성 통신과 IEEE 802.11a의 사용대역이 겹침
- 각 나라의 주파 관련 법에 따른 할당문제.
- 통신 범위가 굉장히 좁다

## 초광대역무선방식을 채용한 통신 규격
- IEEE 802.15.4a
- 무선 USB

## 같이 보기
- 무선 네트워크 : 방식간의 비교
- 개인 통신망